# Ferme de Beaurieux
La ferme de Beaurieux est une ancienne ferme brabançonne classée monument historique et située à Beaurieux, section de la commune belge de Court-Saint-Étienne en Brabant wallon.

## Localisation
La ferme est située rue Saussale à Beaurieux, le long du Ry de Beaurieux (ruisseau de Beaurieux), à 100 m de l'endroit où celui-ci se jette dans l'Orne.

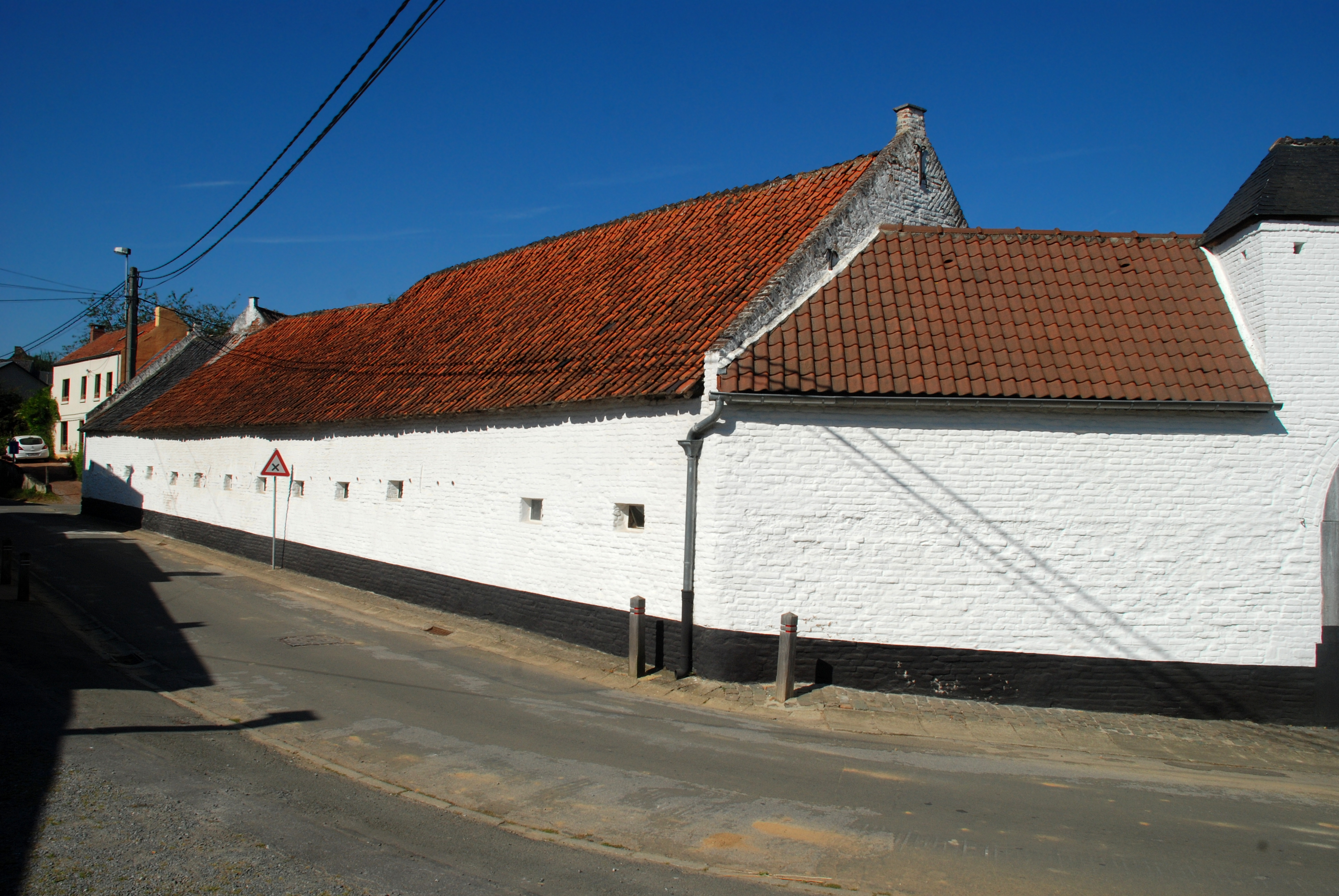
L'aile sud (étables).

## Historique

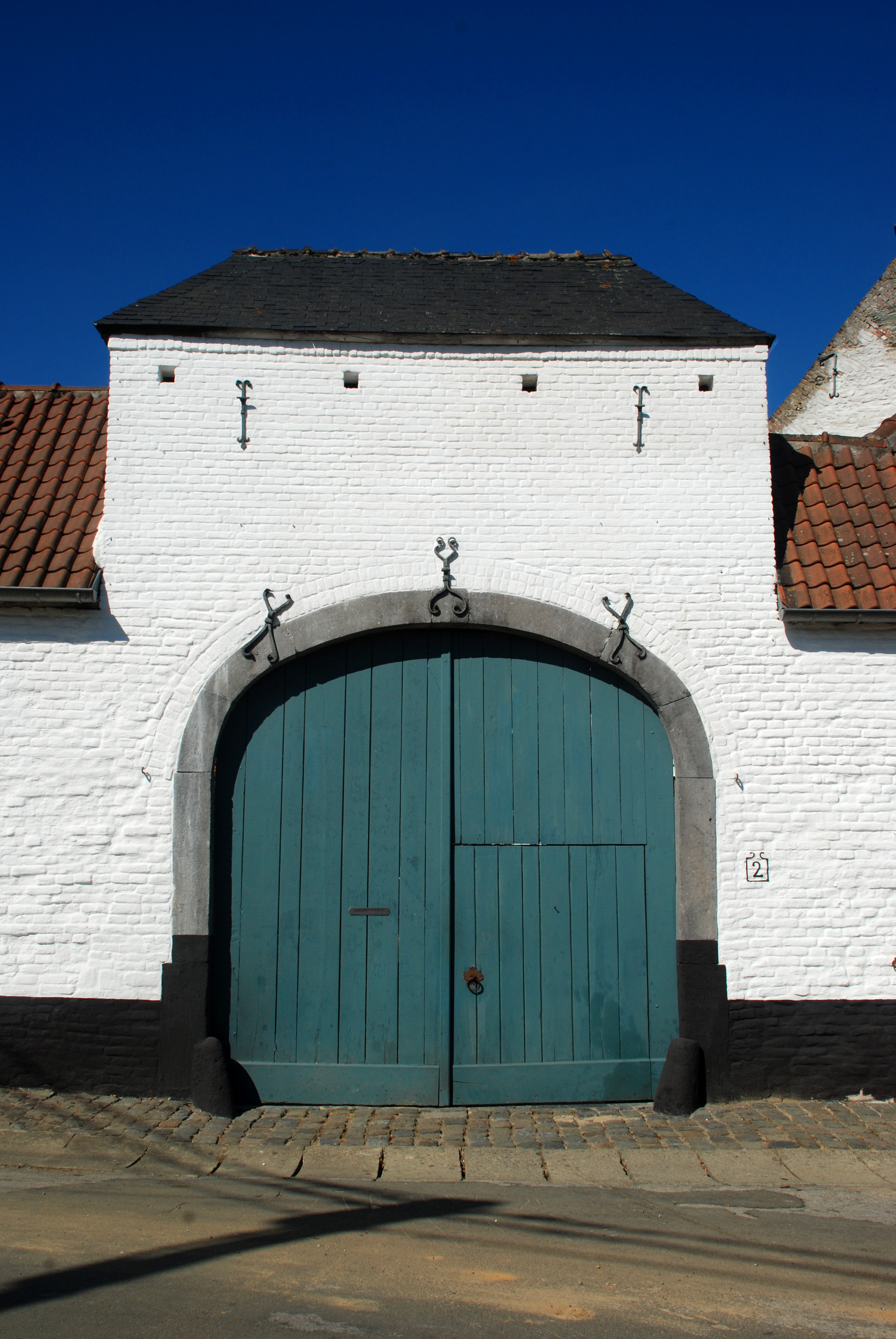
Le portail.

La ferme seigneuriale de Beaurieux est une ferme brabançonne qui dépendait du château de Beaurieux aujourd'hui disparu,, puis de la seigneurie de Walhain à partir du XVIe siècle.
Les bâtiments actuels ont été construits au début du XVIIIe siècle. Le corps de logis est daté de 1721 au moyen d'ancres de façade mais a été transformé au XIXe siècle : seule la belle porte cintrée y est d'époque.
Les façades et toitures de la ferme ont été classées par un arrêté royal du 6 septembre 1988 publié au Moniteur belge le 7 décembre 1988.
La ferme est maintenant un lieu de réceptions et de séminaires.

## Architecture

### L'extérieur de la ferme
La ferme de Beaurieux est un exemple typique de ferme brabançonne en quadrilatère dont les bâtiments sont disposés autour d'une cour pavée. Il s'agit plus exactement d'un pentagone présentant quatre grands côtés et un petit côté qui englobe le portail.
La ferme ayant été construite dans un intervalle de temps très court, l'ensemble de ses bâtiments présente un style homogène.
Comme souvent en Brabant wallon, la ferme, couverte de tuiles, présente une maçonnerie de briques peintes à la chaux de couleur blanche, sauf la base des murs qui est peinte en noir sur une hauteur d'une dizaine de briques.
Au sud-est, la ferme s'ouvre par un portail en pierre bleue en forme d'arc en anse de panier dont l'extrados porte un deuxième arc fait de briques posées sur champ, orné d'ancres de façade en forme de lettre X. Ce portail est surmonté d'un pignon rectangulaire frappé de deux ancres verticales et qui servait également de pigeonnier. Le pignon est couvert d'une toiture d'ardoises dont la base est souligné d'une frise de briques faisant saillie.
À l'est, la grange longe le Ry de Beaurieux bordé de saules têtards.

### La cour

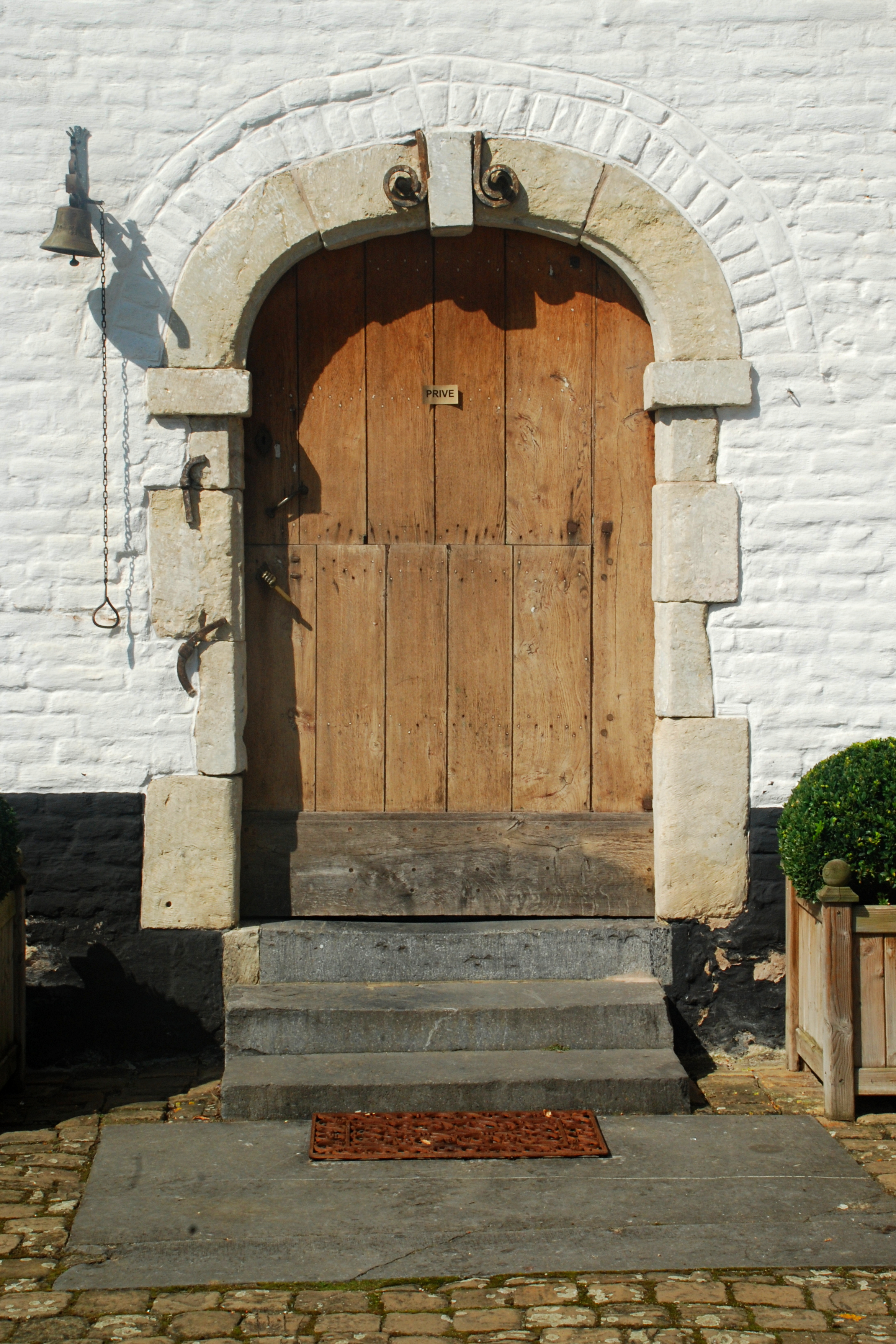
La porte du corps de logis.

La cour occupe une surface de 13 ares tandis que l'ensemble formé par la cour et le bâti couvre 32 ares. 
Au nord-ouest, le corps de logis, daté de 1721 au moyen d'ancres de façade, est percé d'une belle porte d'époque dont l'encadrement en pierre calcaire est composé de piédroits harpés, d'impostes saillantes, d'un arc surbaissé et d'une clé d'arc encadrée d'une ancre de façade affectant la forme d'une paire de moustache.
Le corps de logis est percé de quatre grandes fenêtres à encadrement de pierre bleue et est surmonté de quatre lucarnes passantes aux toitures variées (à bâtière, rampante et à croupe). Il est prolongé sur sa gauche par l'ancienne petite étable destinée aux veaux.
À l'ouest et au sud se trouvent les anciennes écuries et les anciennes étables, percées de portes cintrées dont l'encadrement en pierre calcaire est très semblable à celui de la porte du corps de logis.

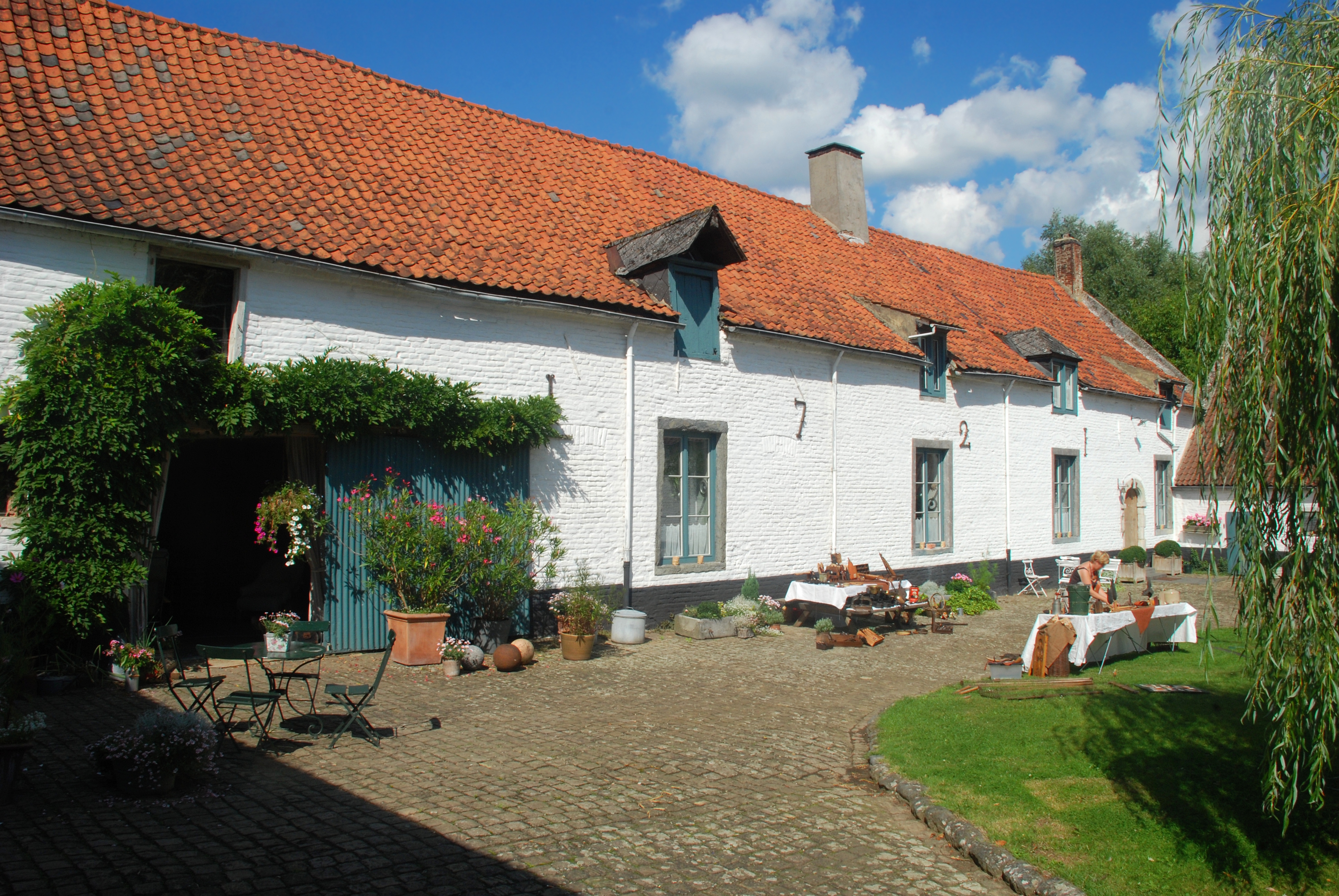
Le corps de logis.
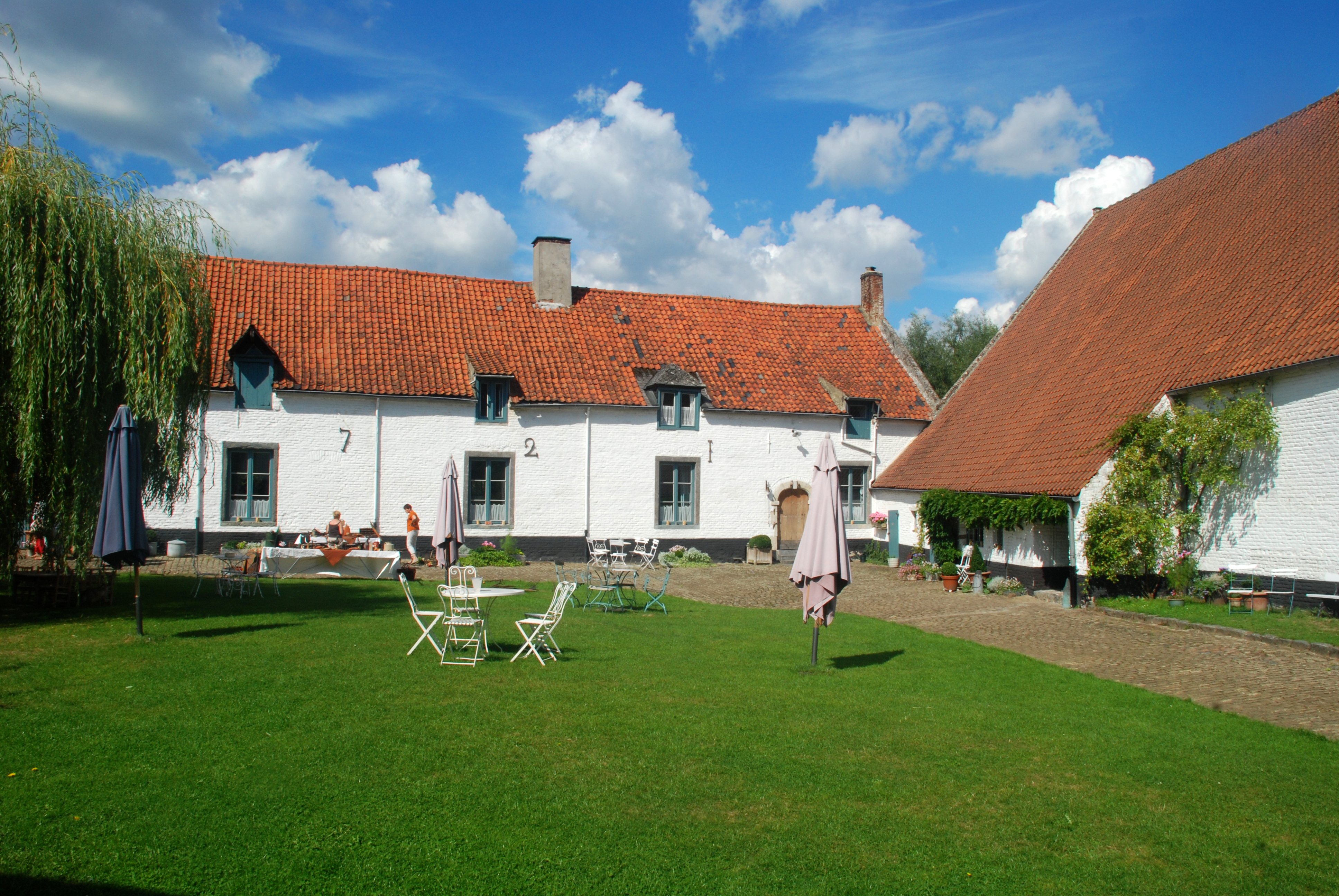
La cour.

### La grange

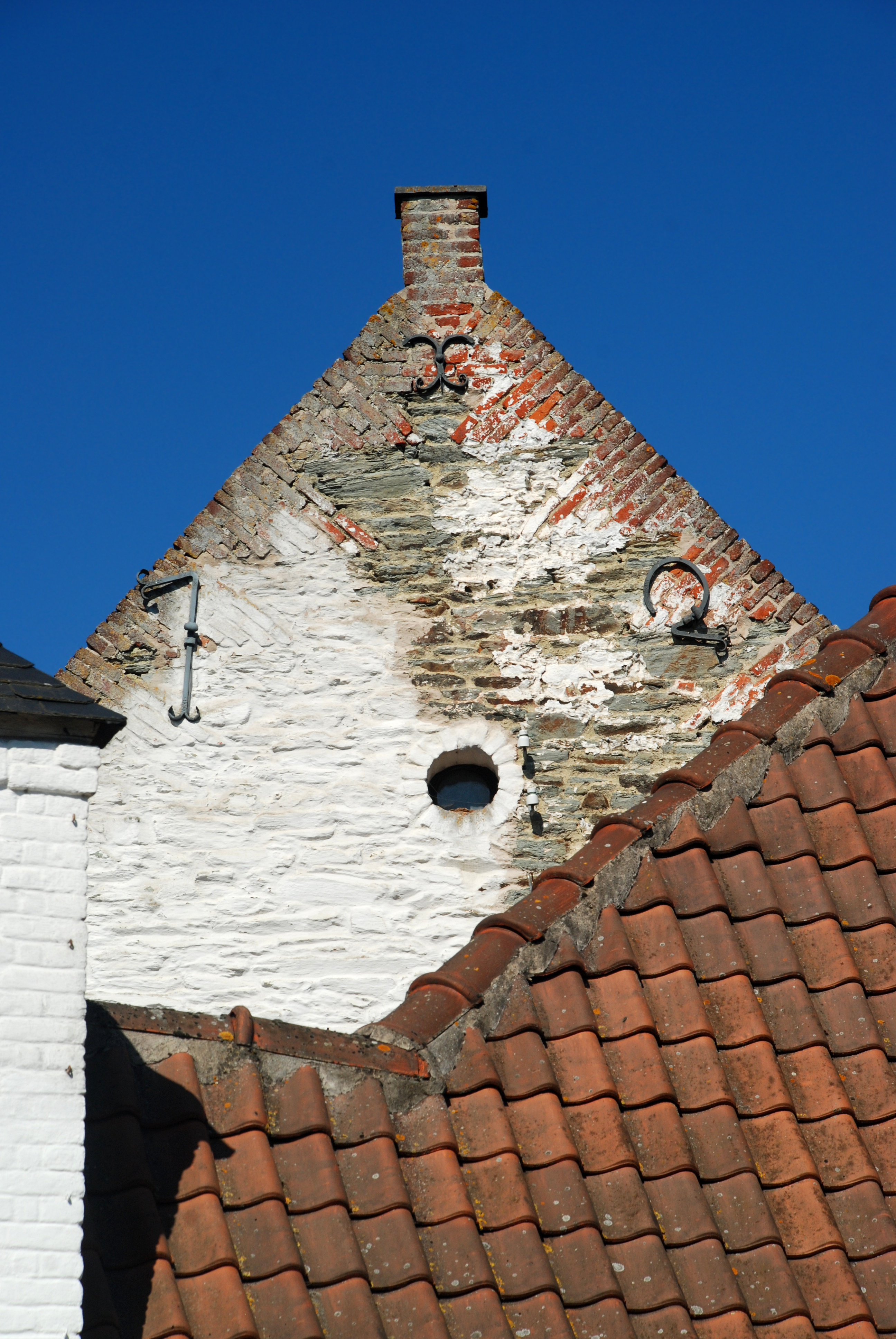
Pignon à épis de la grange avec ancres de façades composant le millésime de 1702 ou de 1720.

Fermant le quadrilatère à l'est, on trouve une vaste grange d'une superficie de 350 m²  dont l'énorme toiture représente (avec celle de l'annexe qui la prolonge) une superficie de 8 ares, à comparer aux 13 ares de la cour !
Au sud, la grange présente un pignon à épis orné d'un oculus et d'ancres de façades qui semblent composer un millésime 1721, le 1 final étant caché par la toiture.

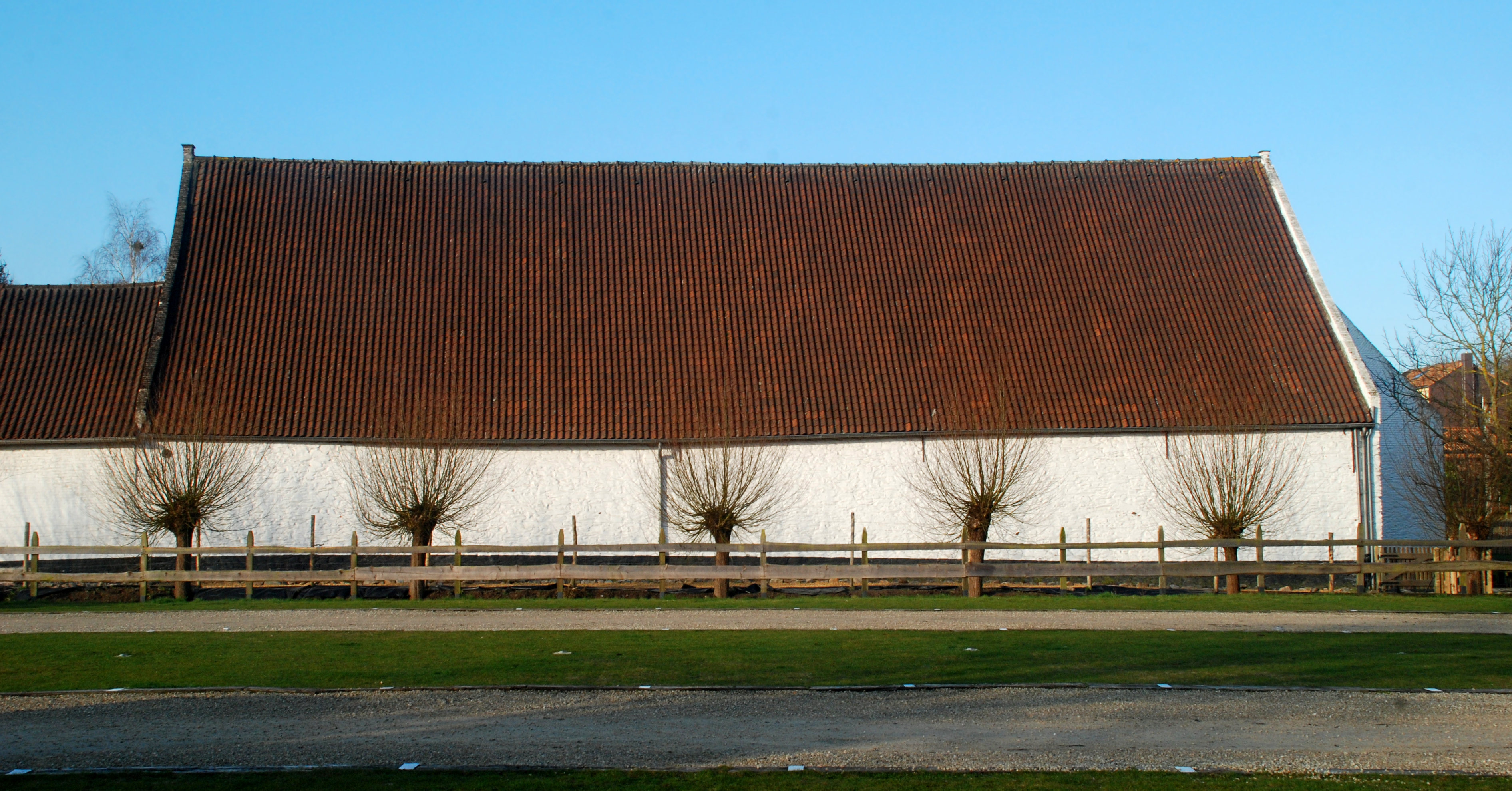
La grange bordée de saules têtards, vue de l'est.
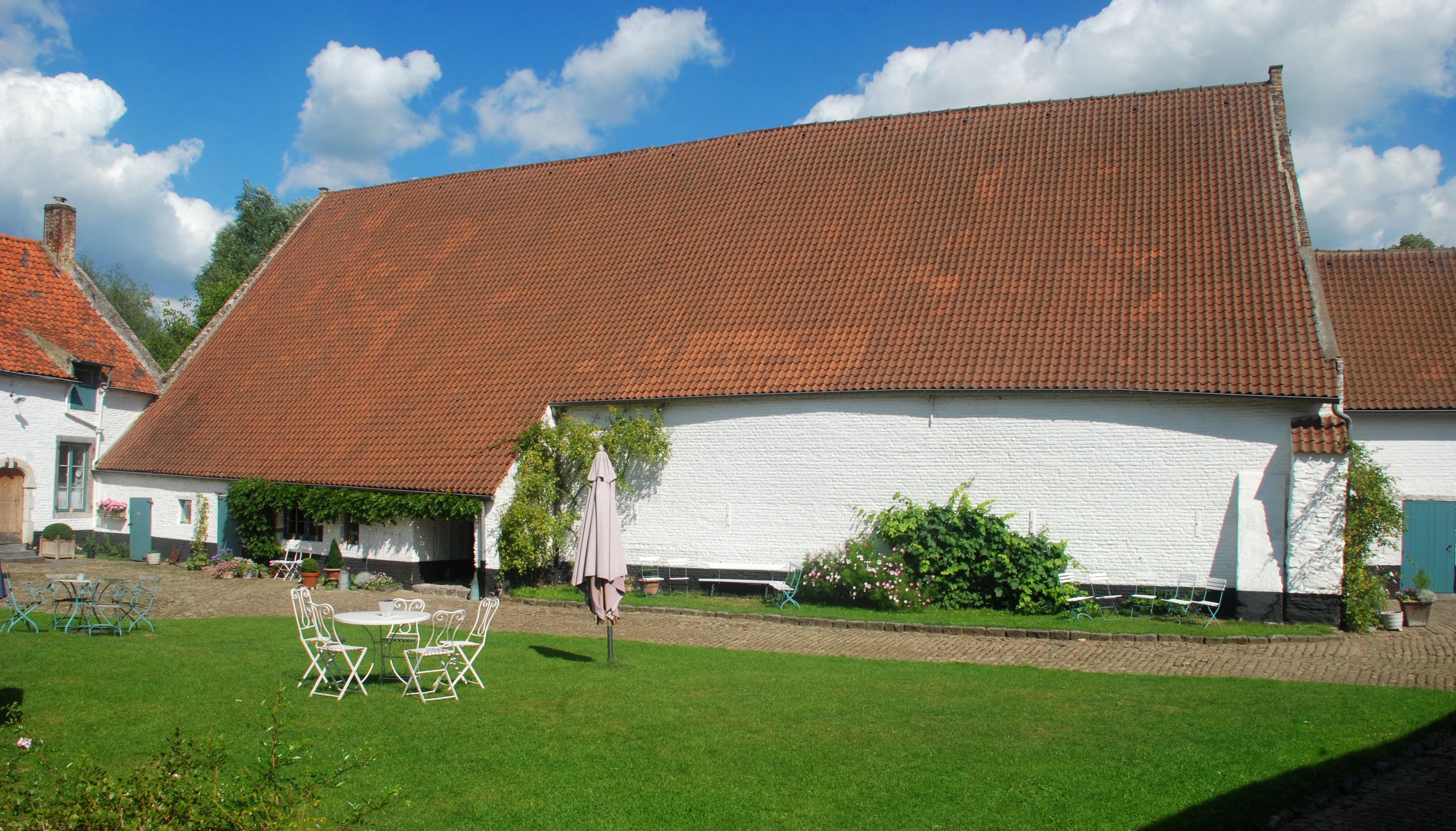
La grange vue de la cour.

### L'intérieur de la grange

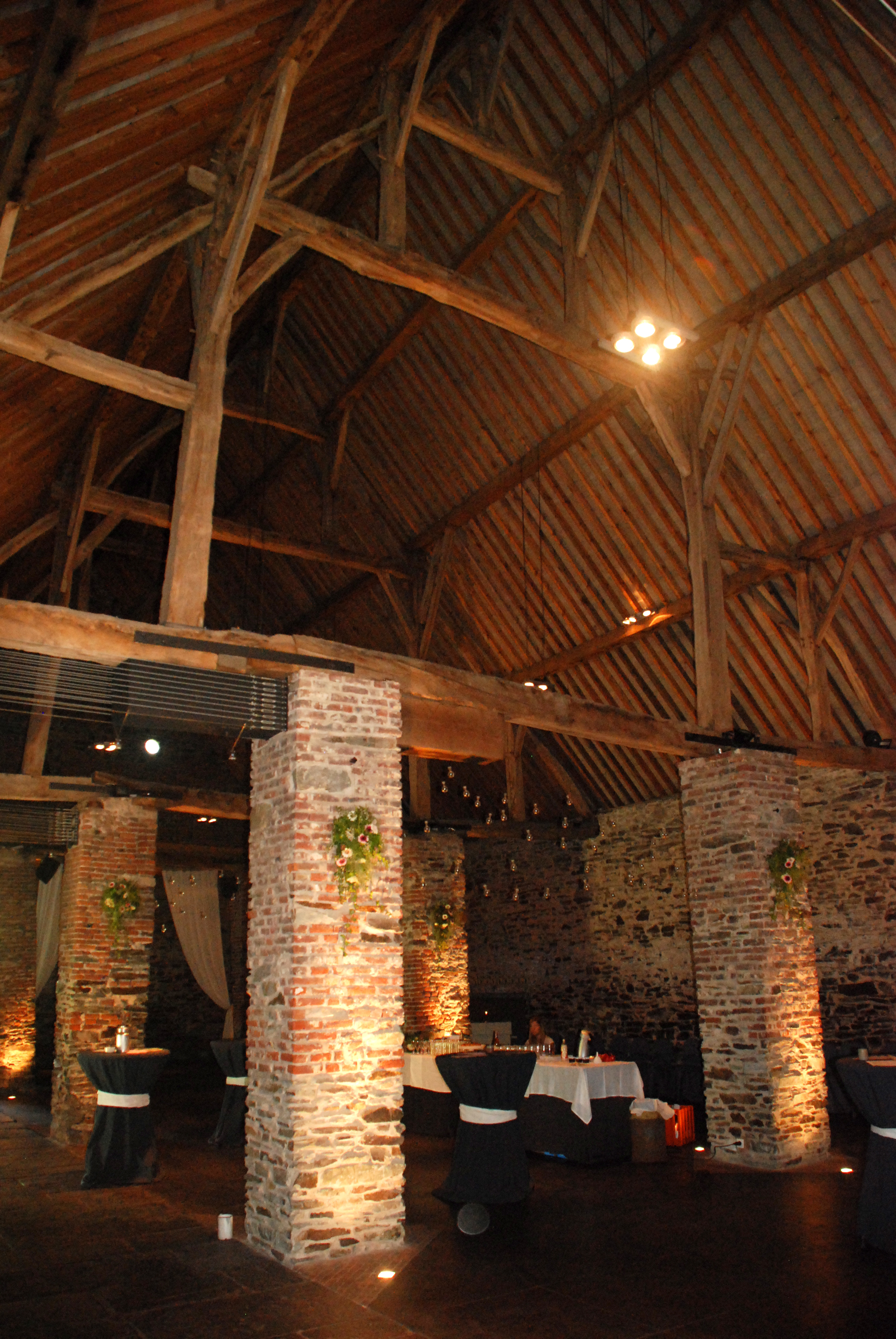
L'intérieur de la grange.

Cette vaste grange est une grange dite « en long », c'est-à-dire une grange dont l'allée charretière est disposée dans le sens de la longueur.
Elle conserve sa charpente d'origine en chêne,,, remarquable par l'utilisation de doubles arbalétriers ou jambes de force.
Les murs intérieurs de la grange sont en moellons. La charpente est soutenue par deux rangées de piliers carrés édifiés partiellement en moellons et partiellement en briques.

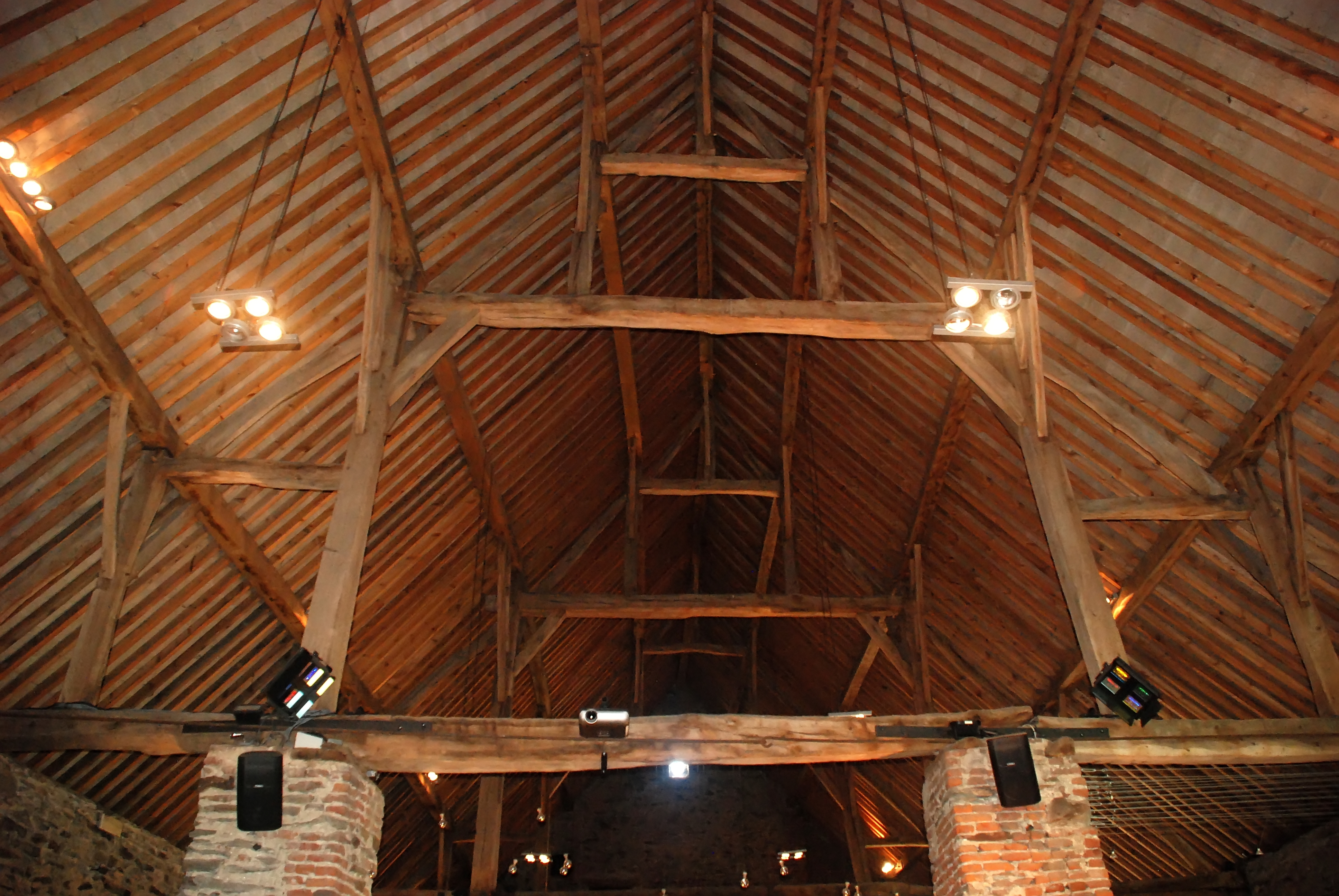
La charpente de la grange.